# Avenue de la Division-Leclerc (Sèvres)
Pour les articles homonymes, voir Avenue de la Division-Leclerc.
L'avenue de la Division-Leclerc est une importante voie de communication de Sèvres, dans les Hauts-de-Seine.

## Situation et accès

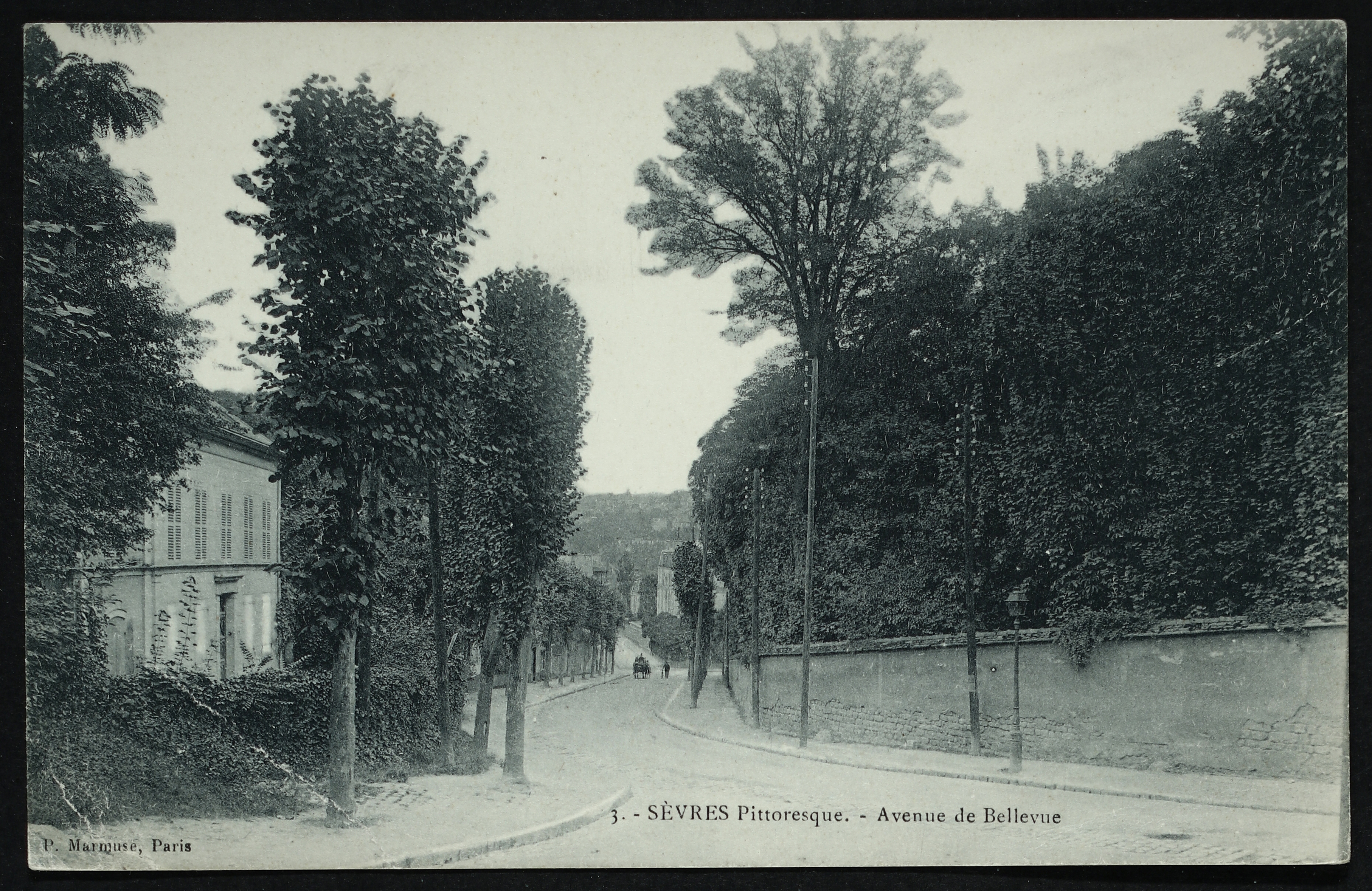
Sèvres - Avenue de Bellevue, angle de la rue Brongniart, vers le nord.

Orientée du nord au sud, cette voie en forte pente permet de joindre la Seine aux coteaux de Meudon.
Partant de la Grande-Rue, dans l'axe de la porte du Mail menant au parc de Saint-Cloud, elle commence son tracé par une rampe parfaitement rectiligne qui l'amène au pied de la butte de Châtillon, qu'elle contourne par la droite. Elle longe ensuite le parc de Brimborion.
Elle passe ensuite sous le viaduc de la route nationale 118 et se termine à la limite de Meudon, dans l'axe de la rue Marcel-Allégot.

## Origine du nom
Cette avenue, à l'origine appelée avenue de Bellevue, a été renommée en hommage à la 2e division blindée, unité de la 1re armée française de l'arme blindée et cavalerie créée pendant la Seconde Guerre mondiale par le général Leclerc.

## Historique

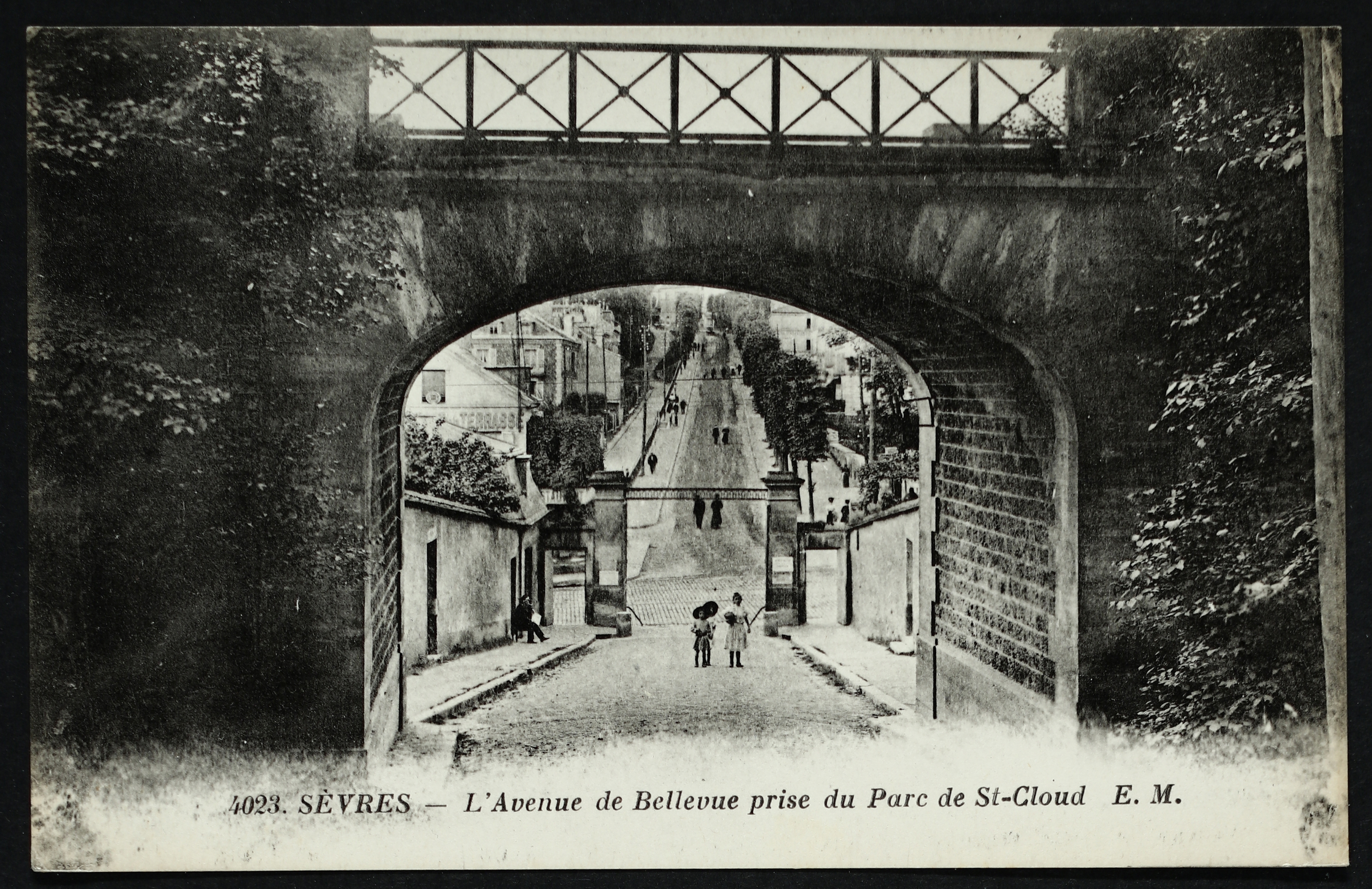
L'avenue de Bellevue prise du parc de St-Cloud, à la porte du Mail, au début du XXe siècle.

C'est par cette avenue que se faisait autrefois l'entrée dans le parc de Brimborion.
En août 1944 lors de la Libération de Paris, des combats y eurent lieu. Plusieurs soldats de la 5ème compagnie du 2ème RMT et du RBFM y furent tués.

## Bâtiments remarquables et lieux de mémoire
- Parc de Saint-Cloud.

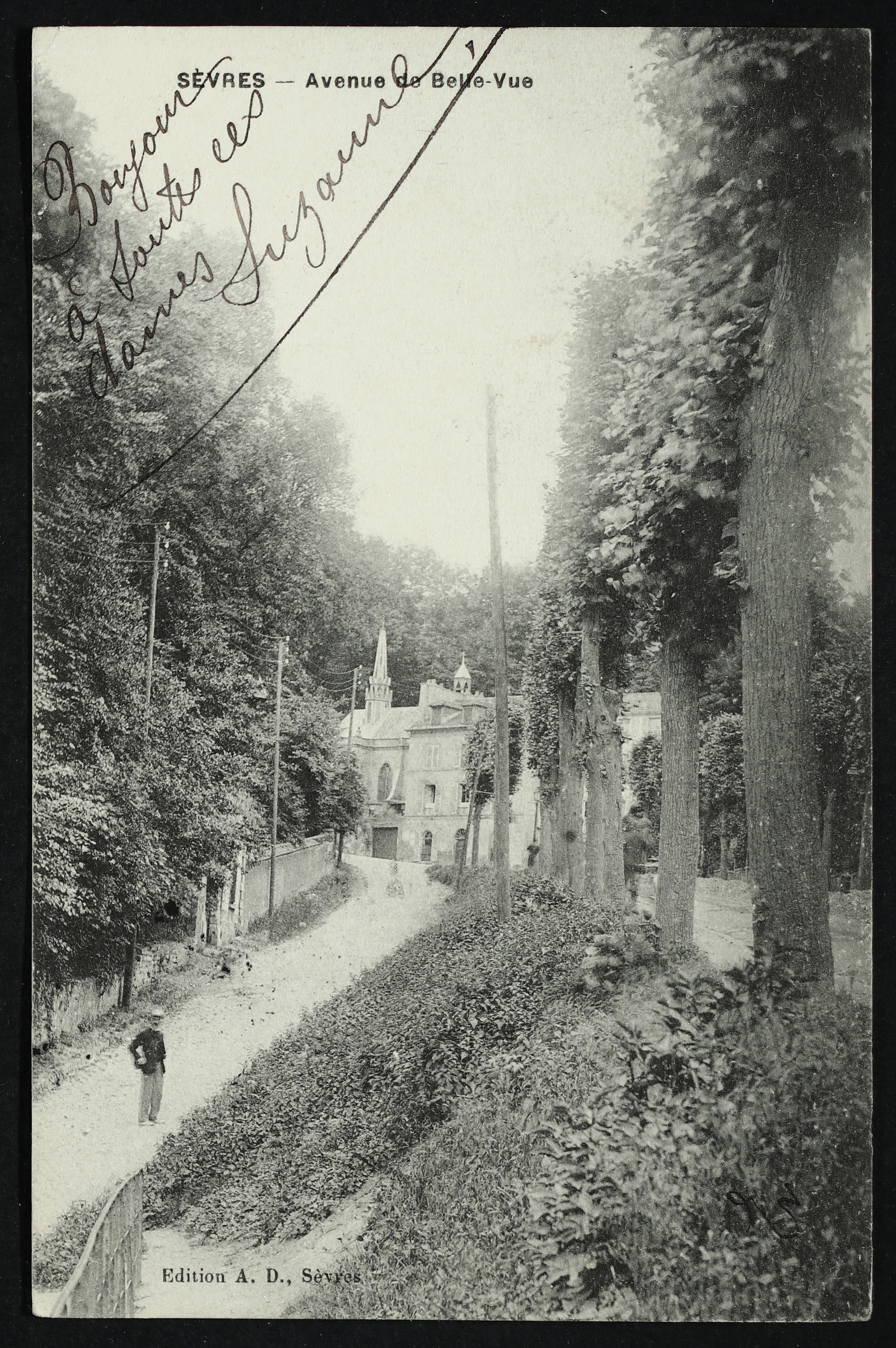
Chapelle des Petites Sœurs des Pauvres, après la rue Diderot.

- Emplacement d'une verrerie datant de la première moitié du XVIIIe siècle[4].
- École supérieure de fonderie et de forge, au no 44[5].
- Parc de Brimborion[6].
- Le peintre Alfred Sisley y a vécu[7].
- Au croisement de la rue Brongniart, l'ancienne chapelle des Petites Sœurs des Pauvres[8]. Elle est affectée aujourd'hui à une association de  Protection de l'Enfance.
- Au no 14, l'abbé Joseph-Antoine Boullan établit en 1859 une congrégation religieuse, l'« Œuvre de la Réparation » , où se déroulaient des pratiques scandaleuses. Il fut condamné pour hérésie.